# Едвард Јанг
Едвард Јанг (енгл. Edward Young, око 3. јула 1683 – 5. април 1765) био је енглески песник. Највише је познат по Ноћним мислима, низу филозофских списа у празним стиховима, који одражавају његово стање ума након неколико ожалошћења. Била је то једна од најпопуларнијих поема тог периода, која је, између осталих, утицала на Гетеа и Едмунда Берка, са својим запаженим илустрацијама Вилијама Блејка.
Јанг се такође замонашио, након чега је писао многа ласкава писма у покушајама добијања виших положаја, привлачећи оптужбе за неискреност.

## Младост
Јанг је био син Едварда Јанга, каснијег декана Солсберија, и рођен је у месту очевог службовања у Афаму, у близини Винчестера, где је крштен 3. јула 1683. Образовао се на Винчестер колеџу, а дипломирао на Њу колеџу у Оксфорду 1702. Касније се преместио на колеџ Корпус Кристи, а 1708. године је био номинован од стране надбискупа Тенисона за правничку стипендију на колеџу Ол Сентс. Докторирао је канонско право 1719. године.
Јанг је 1728. постао краљевски капелан, а 1730. је добио смештај на колеџу у Велвину, у Хертфордширу. 1731. оженио се леди Елизабет Ли, ћерком првог грофа од Личфилда. Њена ћерка се из бившег брака са својим рођаком Френсисом Лијем удала за Хенрија Темпла, сина првог виконта Палмерстона. Госпођа Темпл је умрла у Лиону 1736. на путу за Ницу. Њен муж и леди Елизабет Јанг умрли су 1740. Ове узастопне смрти би требало да буду догађаји о којима се у Ноћним мислима говори као о „пре него што јој је месец три пута напунио рог“.
Јангово ремек-дело Ноћне мисли изашло је на видело тако што је поменуто у мемоарима Едмунда Бландена о Првом светском рату, Undertones of War (1928), као извор утехе током времена у рововима. Ово последње дело произашло је из мрака скорије прошлости захваљујући његовом спомињању и дискусији у делу Пола Фасела The Great War and Modern Memory (1975), који је расправљао о Блунденовом ослањању на Ноћне мисли . Блунденово помињање Јангове песме поново је увело занимљиву, понекад бомбастичну претечу раних романтичара студентима енглеске књижевности.
Семјуел Ричардсон је у писму продавцу књига Ендру Милару говорио о новом издању Јангове песме, Ноћне мисли (1750), која је већ била веома популарна и која ће постати једна од најчешће штампаних песама осамнаестог века. Милар је 7. априла 1749. купио ауторска права на други том Ноћних мисли (делови 7–11) од Јанга за 63 фунте.
Вилијам Хачинсон је укључио глосу о Ноћним мислима у своју серију предавања Дух масонерије (1775), подвлачећи масонску симболику текста.

## Дела
- Busiris, King of Egypt (1719), a play
- The Revenge (1721), a play
- The Instalment (to Sir R. Walpole, 1726)
- Cynthio (1727)
- The Brothers (1728), a play
- A Vindication of Providence ... (1728), a sermon
- An Apology for Punch (1729), a sermon
- Imperium Pelagi, a Naval Lyrick ... (1730)
- Two Epistles to Mr Pope concerning the Authors of the Age (1730)
- A Sea-Piece ... (1733)
- The Foreign Address, or The Best Argument for Peace (1734)
- The Centaur not Fabulous; in Five Letters to a Friend (1755)
- An Argument ... for the Truth of His [Christ's] Religion (1758)
- Conjectures on Original Composition ... (1759)
- Resignation ... (1762),